# Вукан Перовић
Вукан Перовић (Никшић, 18. октобар 1952) је бивши југословенски фудбалер. Био је члан генерације Партизана која је освојила титулу 1976. године.